# Nancy Farmer
Nancy Farmer (* 9. Juli 1941 in Phoenix, Arizona) ist eine US-amerikanische Jugendbuchautorin.

## Biografie
Aufgrund unsicherer Lebensumstände in Phoenix wuchs Nancy Farmer in Yuma auf. Schon während der Grundschule entwickelte sie durch das Zuhören der Erzählungen Reisender im Hotel ihres Vaters ein großes Interesse für Geschichten. Im Gegensatz zu ihren Geschwistern war es der jungen Nancy Farmer trotz ihrer Intelligenz nicht erlaubt Schulstufen zu überspringen, was zur Folge hatte, dass das Mädchen sich in der Schule langweilte. Neben zahlreichen außerschulischen Aktivitäten, las sie sehr viel und arbeitete sich durch Autoren wie C.S. Forrester, J.D. Salinger, John Steinbeck, George Eliot, Tennessee Williams, Maupassant und Victor Hugo hindurch.
Sie schloss 1963 das Reed College in Portland mit einem BA ab. Anstatt einen regulären Job anzunehmen, schloss Nancy Farmer sich nach ihrem Abschluss dem Peace Corps an und wurde bis 1965 nach Indien geschickt. Nach ihrer Rückkehr in die USA verkaufte sie anfangs in Berkeley Zeitungen, bevor sie einen Job am Department für Entomologie bekam und an Kursen in Chemie teilnahm. Obwohl Nancy Farmer sich in Berkeley sehr wohl fühlte, entschied sie sich auf der Suche nach neuen Herausforderungen nach Afrika zu gehen.
Sie verbrachte mehr als ein Jahr mit limnologischen Studien am See Cabora Bassa in Mosambik. Von 1975 bis 1978 arbeitete sie an der Untersuchung der Tsetsefliegen in Zambezi, Simbabwe.

### Afrika & Beginn der Schreibkarriere
Sie verbrachte einige Zeit in der Hauptstadt Simbabwes, wo sie ihren zukünftigen Ehemann Harold Farmer kennenlernte. Bereits wenige Wochen nach ihrem ersten Zusammentreffen heirateten sie 1976. Um ihrer Depression nach der Geburt ihres Sohnes Daniel zu entgehen, begann sich Nancy Farmer intensiv mit Literatur zu beschäftigen und spielte mit dem Gedanken selbst zu schreiben. Sie befasste sich mit Schriftstellern wie Stephen King and Edgar Rice Burroughs um das Schreiben zu üben und nahm etwas später mit einigen Geschichten am Schreibwettbewerb „Writers of the Future“ teil und gewann einen der vier jährlichen Preise. Mit dem Geld zogen die Farmers in die USA. Eine Zeit lang arbeitete Nancy Farmer an der Stanford University am Institut für Genetik. Nachdem Nancy Farmer mit der Kurzgeschichte “Do You Know Me?” einen weiteren Wettbewerb gewonnen hatte, war es ihr möglich sich gänzlich dem Schreiben zu widmen.
Nach einigen Jahren in den Chiricahua Mountains in Arizona lebt die Autorin heute in Menlo Park, Kalifornien.

## Werke
- 1993 Do You Know Me
- 1994 The Ear, The Eye, and the Arm
- 1995 The Warm Place
- 1996 A Girl Named Disaster
  - Nhamo oder Der Geist des Leoparden, dt. von Heike Brandt; Beltz und Gelberg, Weinheim, Basel 1999. ISBN 3-407-80855-0
- 1996 Runnery Granary
- 2002 The House of the Scorpion
  - Das Skorpionenhaus, dt. von Martin Baresch; Loewe, Bindlach 2003. ISBN 3-7855-4634-3
- 2013 The Lord of Opium
  - Fortsetzung von "Das Skorpionenhaus"

### Die Trolls Saga
- 2004 The Sea of Trolls
  - Drachenmeer, dt. von Simone Wiemken; Loewe, Bindlach 2005. ISBN 3-7855-5355-2
- 2007 The Land of the Silver Apples
  - Elfenfluch, dt. von Simone Wiemken; Loewe, Bindlach 2008. ISBN 978-3-7855-5014-4
- 2009 The Islands of the Blessed
  - Nebelrache, dt. von Simone Wiemken; Loewe, Bindlach 2011. ISBN 978-3-7855-7143-9

### Auszeichnungen
- 2002 National Book Award for Young People’s Literature für The House of the Scorpion
- 2004 Buxtehuder Bulle für das beste erzählende deutschsprachige Jugendbuch des Jahres 2003 für Das Skorpionenhaus

## Rezension
„Nancy Farmer [...] weiß [...] auf einen historischen Hintergrund eine phantastische Welt aufzubauen in der der Leser neben den rauhen Nordmännern, ihren Gebräuchen und Glauben auch bald eine Darstellung der nordischen Mythologie erleben kann [...]. Drachenmeer ist [...] ein historischer Phantasieroman [...], welcher sich hinter manchen preisgekrönnten Werken nicht zu verstecken braucht.“